# Trixagus horni
Trixagus horni är en skalbaggsart som först beskrevs av Blanchard 1917.  Trixagus horni ingår i släktet Trixagus och familjen småknäppare. Inga underarter finns listade i Catalogue of Life.